# Scio (Ohio)
Scio – wieś w Stanach Zjednoczonych, w stanie Ohio, w hrabstwie Harrison.